# Haley Joel Osment
Haley Joel Osment (* 10. dubna 1988 Los Angeles) je americký herec, stal se známým jako dětský herec ve filmech Šestý smysl nebo Forrest Gump. Za výkon ve filmu Šestý smysl získal nominaci na Oscara v kategorii nejlepší mužský herecký výkon ve vedlejší roli. Následně se objevil ve filmech jako A.I. Umělá inteligence (2001) nebo Vysloužilí lvi (2003). V roce 2008 se poprvé objevil na Broadwayi ve hře Davida Mameta American Buffalo.

## Život
Narodil se 10. dubna 1988 v Los Angeles v Kalifornii jako syn herce Eugena a učitelky Theresy. Prvně jej svět zaregistroval díky malé, ale přesto nepřehlédnutelné roli syna Toma Hankse ve filmu Forrest Gump (1994) a významnější roli vnuka Edwarda Asnera v TV seriálu Thunder Alley (1994). Následovaly menší televizní role a namlouvání kreslených postaviček, ve kterých prokázal svoje nadprůměrné schopnosti, a tak po neúspěšném konkurzu na roli Anakina Skywalkera ve Hvězdných válkách definitivně prorazil filmem Šestý smysl (1999).
Strhující výkon v roli Cole Seara byl oceněn nominací na Oscara v jedenácti letech a také uznáním při předávání cen od vítěze Michaela Cainea. Po této roli předvedl kvalitní herectví i v jinak poněkud rozporně hodnoceném filmu Pošli to dál (2000). V roce 2001, kdy šel do kin film Stevena Spielberga A.I. Umělá inteligence, kde hrál opuštěného androida, se Osment stal nejmladším držitelem filmové ceny MTV.

## Filmografie

### Film
| Rok  | Název                           | Role                    | Poznámky |
| ---- | ------------------------------- | ----------------------- | --- |
| 1994 | Forrest Gump                    | Forrest Gump, Jr.       | Young Artist Award v kategorii nejlepší filmový herec – 10 let a méně |
| 1994 | Blázni a poloblázni             | mladý kluk              | |
| 1995 | V dobrém i zlém                 | Danny                   | |
| 1996 | Přelud                          | Albert Franklin         | nominace – Young Artist Award v kategorii nejlepší filmový herec – 10 let a méně |
| 1997 | Kráska a Zvíře: Kouzelné Vánoce | Chip (hlas)             | |
| 1999 | Šestý smysl                     | Cole Sear               | Blockbuster Entertainment Award v kategorii nejoblíbenější herec (nováček) Cena Saturn v kategorii nejlepší mladý herec Critics' Choice Movie Awards v kategorii nejlepší mladý herec / herečka Dallas-Fort Worth Film Critics Association Award v kategorii nejlepší mužský herecký výkon ve vedlejší roli Filmová cena MTV v kategorii objev roku Florida Film Critics Circle Award v kategorii nejlepší mužský herecký výkon ve vedlejší roli Kansas City Film Critics Circle Award v kategorii nejlepší mužský herecký výkon ve vedlejší roli Las Vegas Film Critics Society Award v kategorii nejlepší mužský herecký výkon ve vedlejší roli Las Vegas Film Critics Society Award v kategorii nejlepší mladý herec / mladá herečka Las Vegas Film Critics Society Award v kategorii nejslibnější herec Online Film Critics Society Award v kategorii nejlepší mužský herecký výkon ve vedlejší roli Satellite Award v kategorii nejlepší nový talent Southeastern Film Critics Association Award v kategorii nejlepší mužský herecký výkon ve vedlejší roli Teen Choice Award v kategorii objev roku (film) Young Artist Award v kategorii nejlepší herecký výkon mladého herce v hlavní roli YoungStar Award v kategorii nejlepší mladý herec/výkon ve filmu – drama nominace – Oscar v kategorii nejlepší mužský herecký výkon ve vedlejší roli nominace – Chicago Film Critics Association Award v kategorii nejlepší mužský herecký výkon ve vedlejší roli nominace – Chicago Film Critics Association Award for Most Promising Actor nominace – Zlatý glóbus v kategorii nejlepší mužský herecký výkon ve vedlejší roli nominace – Filmová cena MTV v kategorii nejlepší filmové duo (sdíleno s Brucem Willisem) nominace – Online Film Critics Society Award v kategorii nejlepší nováček nominace – Screen Actors Guild Award v kategorii nejlepší mužský herecký výkon ve vedlejší roli |
| 1999 | Vzpomínky na duben              | Peewee Clayton          | |
| 2000 | Pošli to dál                    | Trevor McKinney         | Blockbuster Entertainment Award v kategorii nejoblíbenější herec ve vedlejší roli (drama/romantický film) nominace – Young Artist Award v kategorii nejlepší herecký výkon v hlavní roli – mladý herec (film) |
| 2000 | Spot the Dog / Discover Spot    | Spot (hlas)             | |
| 2001 | A.I. Umělá inteligence          | David                   | Cena Saturn v kategorii nejlepší mladý herec nominace – Critics' Choice Movie Awards v kategorii nejlepší mladý herec nominace – Empire Award v kategorii nejlepší herecký výkon v hlavní roli nominace – Phoenix Film Critics Society Award v kategorii nejlepší mladý herec nominace – Young Artist Award v kategorii nejlepší herecký výkon v hlavní roli – mladý herec (film) |
| 2001 | Moje válka                      | Romek                   | |
| 2002 | Zvoník u Matky Boží II          | Zephyr (hlas)           | nominace – Young Artist Award v kategorii nejlepší dabing |
| 2002 | The Country Bears               | Beary Barrington (hlas) | |
| 2003 | Vysloužilí lvi                  | Walter Caldwell         | Critics' Choice Movie Awards v kategorii nejlepší mladý herec nominace – Young Artist Award v kategorii nejlepší herecký výkon v hlavní roli – mladý herec (film) nominace – Cena Tony v kategorii stoupající hvězda |
| 2003 | Kniha džunglí 2                 | Mowgli (hlas)           | nominace – World Soundtrack Award v kategorii nejlepší původní filmová skladba (sdíleno s Paulem Grabowskym, Lorraine Feather, Mae Whitman a Connorem Funkem) nominace – Young Artist Award v kategorii nejlepší dabing (mladý herec) |
| 2007 | Na domácí půdě                  | Robert "Gar" Gartland   | |
| 2010 | Montana Amazon                  | Womple Dunderhead       | také výkonný producent |
| 2012 | Sassy Pants                     | Chip Hardy              | |
| 2013 | I'll Follow You Down            | Erol                    | |
| 2014 | Mroží muž                       | Teddy Craft             | |
| 2014 | Sex Ed                          | Ed Cole                 | |
| 2015 | Wrestling Isn't Wrestling       | Divák divadla           | krátkometrážní film |
| 2015 | The World Made Straight         | Shank                   | |
| 2015 | Vincentův svět                  | Travis McCredle         | |
| 2016 | Me Him Her                      | Haley                   | |
| 2016 | Yoga Hosers                     | Adrien Arcand           | |
| 2016 | Almost Friends                  | Ben                     | |
| 2017 | Izzy Gets the F*ck Across Town  | Walt                    | |
| 2017 | CarGo                           | Danny (hlas)            | |
| 2019 | Zlo s lidskou tváří             | Jerry Thompson          | |
| 2019 | The Devil Has a Name            | Alex Gardner            | |

### Televize
| Rok       | Název                                          | Role                             | Poznámky                            |
| --------- | ---------------------------------------------- | -------------------------------- | ----------------------------------- |
| 1994      | The Larry Sanders Show                         | Little Boy                       | díl: „The Fourteenth Floor“         |
| 1994      | Lies of the Heart: The Story of Laurie Kellogg | Kyle                             | TV film                             |
| 1994–1995 | Thunder Alley                                  | Harry Turner                     |                                     |
| 1995–1997 | The Jeff Foxworthy Show                        | Matt Foxworthy                   |                                     |
| 1997      | Walker, Texas Ranger                           | Lucas Simms                      | 2 díly                              |
| 1997      | Na život a na smrt                             | Davis Cable                      | TV film                             |
| 1997–1998 | Murphy Brown                                   | Avery Brown #2                   | 6 dílů                              |
| 1998      | Nemocnice Chicago Hope                         | Nathan Cacaci                    | díl: „Memento Mori“                 |
| 1998      | Touched by an Angel                            | John Henry                       | díl: „Flights of Angels“            |
| 1998      | The Pretender                                  | Davey Simpkins                   | 2 díly                              |
| 1998      | Jezero                                         | Dylan Hydecker                   | TV film                             |
| 1998      | Výkupné za roštáka                             | Andy Dorset                      | TV film                             |
| 1998      | Taxík do Kanady                                | Bobby                            | TV film                             |
| 1999      | Ally McBealová                                 | Eric Stall                       | díl: „Andělé a balony“              |
| 1999      | Hey Arnold!                                    | Curly Gammelthorpe (voice)       | díl: „Deconstructing Arnold“        |
| 2000      | Buzz Lightyear of Star Command                 | Myka (voice)                     | díl: „Lone Wolf“                    |
| 2000–2001 | Griffinovi                                     | Různé hlasy                      | 3 díly                              |
| 2005–06   | Immortal Grand Prix                            | Takeshi Jin (hlas)               | 26 dílů, anglický dabing            |
| 2013–2014 | Alpha House                                    | Shelby Mellma                    | 12 dílů                             |
| 2014      | The Spoils of Babylon                          | Winston Morehouse                | 3 díly                              |
| 2015      | The Spoils Before Dying                        | Alistair St. Barnaby-Bixby-Jones | 5 dílů                              |
| 2015–2016 | Comedy Bang! Bang!                             | pomalý Joey                      | 10 dílů                             |
| 2015      | Drunk History                                  | Kid Blink                        | díl: „Journalism“                   |
| 2017–2018 | Teachers                                       | Damien                           | 3 díly                              |
| 2017      | Oasis                                          | Sy                               | pilotní díl                         |
| 2017      | Silicon Valley                                 | Keenan Feldspar                  | 3 díly                              |
| 2017      | Top Gear America                               | Sám sebe                         | díl: „Drive Your Life“              |
| 2017–2018 | Future Man                                     | Dr. Stu Camillo                  | 3 díly                              |
| 2018      | Swedish Dicks                                  | Dave                             | díl: „Floyd Cal Who“                |
| 2018      | Akta X                                         | Davey James / mladý John James   | díl: „Kotě“                         |
| 2019      | The Boys                                       | Mesmer                           | 2 díly                              |
| 2019      | Kominského metoda                              | Normanův vnuk                    | díl: „Chapter 16. A Thetan Arrives“ |

### Videohry
| Rok  | Název                                        | Role          | Poznámky       |
| ---- | -------------------------------------------- | ------------- | -------------- |
| 2002 | Kingdom Hearts                               | Sora          |                |
| 2006 | Kingdom Hearts II                            | Sora          |                |
| 2008 | Kingdom Hearts Re:Chain of Memories          | Sora          |                |
| 2009 | Kingdom Hearts 358/2 Days                    | Sora          |                |
| 2010 | Kingdom Hearts Birth by Sleep                | Sora, Vanitas |                |
| 2011 | Kingdom Hearts Re:coded                      | Sora          |                |
| 2012 | Kingdom Hearts 3D: Dream Drop Distance       | Sora, Vanitas |                |
| 2013 | Kingdom Hearts HD 1.5 Remix                  | Sora          | archivní audio |
| 2014 | Kingdom Hearts HD 2.5 Remix                  | Sora, Vanitas | archivní audia |
| 2017 | Kingdom Hearts HD 2.8 Final Chapter Prologue | Sora, Vanitas | archivní audia |
| 2018 | NBA 2K19                                     | Zack Coleman  |                |
| 2019 | Kingdom Hearts III                           | Sora, Vanitas |                |